# Эль Насьональ
«Эль Насьона́ль» (исп. Club Deportivo El Nacional) — эквадорский футбольный клуб из города Кито, принадлежащий Вооружённым силам Эквадора. Один из четырёх наиболее титулованных клубов страны (наряду со своими самыми большими соперниками «Барселоной», «Эмелеком» из Гуаякиля и ЛДУ из Кито).

## История
Клуб был основан 1 июня 1964 года Министерством обороны Эквадора. «Эль Насьональ» — 13-кратный чемпион Эквадора, что является одним из рекордных результатов, вместе с аналогичным достижением гуаякильской «Барселоны».
На протяжении всей истории до 2017 года абсолютно все футболисты, выступавшие за клуб, являлись эквадорцами по-национальности (что роднит команду с «Атлетиком» из Бильбао и мексиканской «Гвадалахарой»). За эту особенность «Эль Насьональ» носит прозвище Puros Criollos, то есть Чистые креолы. В конце 2017 года выявилось, что 30-летний защитник команды Ринсон Лопес в возрасте 17 лет подделал эквадорский паспорт, будучи гражданином Колумбии. Федерация футбола Эквадора отстранила игрока на полгода и он извинился перед клубом, однако более чем полувековая традиция была прервана, хотя и не по вине «Эль Насьоналя».
По итогам 2018 года «Эль Насьональ» занял предпоследнее место в чемпионате Эквадора и вылетел из Серии A. В 1979 году команда уже выступала полсезона в Серии B, но из-за особенностей структуры чемпионата сумела в том же году вернуться в элиту и завершала сезон в Серии A. Из-за изменения регламента (увеличения числа участников до 16 команд) «Эль Насьональ» сохранил место в Серии A в сезоне 2019, но в качестве специально приглашённой команды. Решение об оставлении в элите двух последних команд сезона 2018 было принято ассоциацией профессиональных клубов, и позже было утверждено Федерацией футбола Эквадора. В 2019 году «Эль Насьональ» занял девятое место и сумел пробиться в зону Южноамериканского кубка.
В 2020 году «Эль Насьональ» занял последнее место в чемпионате и вылетел в Серию B.
Самыми принципиальными соперниками «Эль Насьоналя» являются ЛДУ Кито и «Депортиво Кито», в меньшей степени — команда ЭСПОЛИ, принадлежащая эквадорской полиции и соперничество с которой носит подтекст противостояния двух силовых ведомств.

## Титулы и достижения
- Чемпион Эквадора (13): 1967, 1973, 1976, 1977, 1978, 1982, 1983, 1984, 1986, 1992, 1996, 2005 (Клаусура), 2006
- Вице-чемпион Эквадора (7): 1964, 1972, 1974, 1994, 1999, 2000, 2001
- Обладатель Кубка Эквадора (1): 1970
- Полуфиналист Кубка Либертадорес (1): 1985
- Полуфиналист Кубка КОНМЕБОЛ (1): 1992
- Полуфиналист Кубка Мерконорте (1): 1998